# Omphacomeria
- Commons
- Wikispecies

Omphacomeria é um género botânico pertencente à família Santalaceae.